# James Kithan
James Kithan (sinh ngày 26 tháng 12 năm 1994) là một cầu thủ bóng đá người Ấn Độ thi đấu ở vị trí thủ môn cho Churchill Brothers ở I-League.

## Sự nghiệp

### Sự nghiệp ban đầu
Sinh ra ở Wokha, Nagaland, Kithan bắt đầu sự nghiệp tại quê nhà với Kohima Komets. Không lâu sau anh chuyển đến Kolkata để đá cho Peerless và sau đó là Mohammedan ở Calcutta Football League. Năm 2017, một lần nữa anh xuống phía nam, lần này gia nhập Viva Chennai.

### Churchill Brothers
Kithan gia nhập Churchill Brothers trước mùa giải I-League 2017–18. Anh có màn ra mắt cho câu lạc bộ ngày 2 tháng 12 năm 2017 trước Shillong Lajong. Anh không thể giúp Churchill Brothers giữ sạch lưới khi thất bại 2–0. Trong trận đấu, Kithan trở thành cầu thủ thứ hai duy nhất trong lịch sử I-League đến từ Nagaland.

## Thống kê sự nghiệp
Tính đến 2 tháng 1 năm 2018
| Câu lạc bộ          | Mùa giải            | Giải vô địch        | Giải vô địch | Giải vô địch | Cúp     | Cúp       | Châu lục | Châu lục  | Tổng    | Tổng      |
| Câu lạc bộ          | Mùa giải            | Hạng đấu            | Số trận      | Bàn thắng    | Số trận | Bàn thắng | Số trận  | Bàn thắng | Số trận | Bàn thắng |
| ------------------- | ------------------- | ------------------- | ------------ | ------------ | ------- | --------- | -------- | --------- | ------- | --------- |
| Churchill Brothers  | 2017–18             | I-League            | 5            | 0            | 0       | 0         | —        | —         | 5       | 0         |
| Tổng cộng sự nghiệp | Tổng cộng sự nghiệp | Tổng cộng sự nghiệp | 5            | 0            | 0       | 0         | 0        | 0         | 5       | 0         |